# Buvaisar Saitiev
Buvaisar Saitiev (n. 11 martie 1975, Hasaviurt, RSFS Rusă, URSS – d. 2 martie 2025, Moscova, Rusia) a fost un luptător care a reprezentat Rusia, medaliat olimpic. A participat la 4 ediții ale Jocurilor Olimpice (1996, 2000, 2004, 2008) în care a câștigat 3 medalii de aur.